# تاتینگ
تاتینگ (به آلمانی: Tating) یک شهر در آلمان است که در ایدرشتدت واقع شده‌است. تاتینگ ۹۸۸ نفر جمعیت دارد.